# Banesto
«Испанский кредитный банк» (исп. Banco Español de Crédito, SA), более известный как Banesto — испанская международная компания, предоставлявшая финансовые услуги. До исторического вмешательства правительства Испании в 1993 году, самого первого в истории банковского дела, Banesto была третьей по величине финансовой группой в Испании, насчитывавшей около 1770 филиалов, и пятой по величине в IBEX 35. Амбициозное увеличение капитала, запланированное в 1993 году исполнительным председателем Марио Конде совместно с J.P. Morgan, стало крупнейшим планом реструктуризации в истории Европы, включающим продажу активов и выпуск прав на сумму $1,2 млрд, после чего Banesto должна была стать крупнейшей финансовой Европы. Хотя первоначально план был принят Банком Испании, позже он был сорван из-за вмешательства правительства из-за недостаточной финансовой прозрачности.
В октябре 1987 года испанские бизнесмены Марио Конде и Хуан Абельо стали основными акционерами Banesto. Вскоре после этого, 30 ноября, Конде был назначен исполнительным председателем и занимал эту должность по 29 декабря 1993 года. Учитывая, что имущественная дыра в Банесто предварительно оценивалась в €3,6 млрд (что эквивалентно примерно $7,2 млрд на сегодняшний день), 28 декабря 1993 года Луис Карлос Круасье, президент Национальной комиссии фондового рынка, решил приостановить торговлю акциями Banesto, а Луис Анхель Рохо, управляющий Банком Испании, сообщил о вмешательстве банковского учреждения, поручив Альфредо Саэнсу Абаду временно возглавить совет директоров Banesto. Конде, находившийся в превентивном заключении с декабря 1994  по январь 1995 года, столкнулся с рядом судебных проблем. В марте 2000 года Национальный суд приговорил его к 10 годам тюремного заключения (в 2002 году Верховный суд увеличил срок до 20 лет). Конде отсидел 11 лет, прежде чем был условно-досрочно освобождён.
После вмешательства команда менеджеров BBV во главе с Альфредо Саэнсом взяла на себя первоначальный контроль над банком и отвечала за выполнение плана санации. 25 апреля 1994 года Banco Santander получил контроль над банком, выиграв аукцион, организованный Банком Испании, став, таким образом, крупнейшей испанской финансовой группой. Он предложил 313,5 милрд песет ($2 млрд), то есть 762 песеты за акцию по сравнению с 667 песетами, предложенными BBV, и 566 песетами от банка Argentaria.
В 2012 году Banco Santander объявил, что поглотит Banesto и проведёт ребрендинг всех его подразделений и офисов.
За пределами Испании Banesto был известен в первую очередь как спонсор велосипедной команды, в которой участвовал Мигель Индурайн, первый гонщик, выигравший пять раз подряд Тур де Франс. В настоящее время команда известна как Movistar Team.